# NLL sezon 1998
W 1998 roku sezon rozpoczął się 3 stycznia, a zakończył 28 kwietnia 1998 roku. Od tego sezonu zespoły NLL za zdobycie mistrzostwa otrzymywały Champion’s Cup. Mistrzostwo wyjątkowo w tym sezonie zdobywał ten zespół, który wygrał dwa z trzech spotkań. Mistrzostwo zdobył zespół Philadelphia Wings, który pokonał Baltimore Thunder w pierwszym meczu 16 – 12, a w drugim 17 – 12. W tym sezonie nie rozgrywano All Star Game. Był to dwunasty sezon zawodowej ligi lacrosse (licząc sezony EPBLL i MILL). Mistrzem sezonu została drużyna Philadelphia Wings.

## Wyniki sezonu

### Faza grupowa
W – Wygrane, P – Przegrane, PRC – Liczba wygranych meczów w procentach, GZ – Gole zdobyte, GS – Gole stracone
| Kwalifikacja do playoffs |

| Drużyna               | W | P  | PRC   | GZ  | GS  |
| --------------------- | - | -- | ----- | --- | --- |
| Philadelphia Wings    | 9 | 3  | 0.750 | 166 | 148 |
| Baltimore Thunder     | 8 | 4  | 0.667 | 184 | 160 |
| Rochester Knighthawks | 6 | 6  | 0.500 | 168 | 159 |
| Buffalo Bandits       | 6 | 6  | 0.500 | 166 | 171 |
| Ontario Raiders       | 6 | 6  | 0.500 | 165 | 157 |
| New York Saints       | 5 | 7  | 0.416 | 167 | 165 |
| Syracuse Smash        | 2 | 10 | 0.167 | 163 | 219 |

### Playoffs
- Buffalo Bandits 12 – Philadelphia Wings 17
- Rochester Knighthawks 14 – Baltimore Thunder 15

### Finał
- Baltimore Thunder 12 – Philadelphia Wings 16
- Philadelphia Wings 17 – Baltimore Thunder  12

## Nagrody
| Nagroda                         | Zwycięzca    | Zespół             |
| ------------------------------- | ------------ | ------------------ |
| MVP                             | Gary Gait    | Baltimore Thunder  |
| Najlepszy debiutant roku        | Colin Doyle  | Ontario Raiders    |
| MVP meczów finałowych           | Dallas Eliuk | Philadelphia Wings |
| MVP pierwszego meczu finałowego | Dallas Eliuk | Philadelphia Wings |
| MVP drugiego meczu finałowego   | Bill Miller  | Philadelphia Wings |

### Najlepszy strzelec
- Gail Gait-Baltimore Thunder: 57 bramek